# Makak kápový
Makak kápový (Macaca radiata) je úzkonosý primát z čeledi kočkodanovití (Cercopithecidae) a rodu makak (Macaca). Druh popsal Étienne Geoffroy Saint-Hilaire roku 1812. Jsou známy celkem 2 poddruhy. Druh je dle IUCN zranitelný.

## Výskyt
Tento primát se vyskytuje v jižní Indii, konkrétně ve státech Telangána, Ándhrapradéš, Goa, Gudžarát, Karnátaka, Kérala, Maháráštra a Tamilnádu. Vyskytuje se ve všech typech lesů a žít může i synantropně, ačkoli zvlášť narušeným biotopům se vyhýbá. Toleruje nadmořskou výšku do 1600 metrů.

## Popis a chování
Makak kápový měří 35–60 cm, hmotnost se u samce odhaduje na 5,5 až 9 kg, u samic na 3,5–4,5 kg, samci jsou tedy mohutnější. Srst je šedohnědá až žlutohnědá, ve středu hlavy tvoří pro tento druh typickou „kápi”, která makakovi i vysloužila druhové jméno. Tváře mají makakové holé, u samic mají růžové zbarvení. Rozmnožování probíhá pravděpodobně v září až říjnu, avšak doba rozmnožování se liší regionálně. Makakové žijí v mnohosamcových-mnohosamicových sociálních skupinách, přičemž dominantní samec povoluje sexuální aktivitu i mladším samcům okolo tří let věku. Po zhruba 24 týdnech gravidity se samici narodí jediné mládě, které je 6 až 7 měsíců závislé na mateřském mléce. Menopauza u samic nastává kolem 27 let, makak kápový se dožívá kolem 35 let.

## Ohrožení
Makak kápový je dle Mezinárodního svazu ochrany přírody (IUCN) zranitelný druh, především v důsledku pronásledování ze strany člověka a dalších lidských aktivit. IUCN k roku 2020 uvádí pokles populací o více než 30 % za posledních 36 až 39 let.

## Poddruhy
Jsou známy celkem 2 poddruhy:
- Macaca radiata radiata, Geoffroy, 1812
- Macaca radiata diluta, Pocock, 1931

## Chov v českých zoo
V České republice je makak kápový chován pouze v ZOO Ústí nad Labem.